# Awra Amba

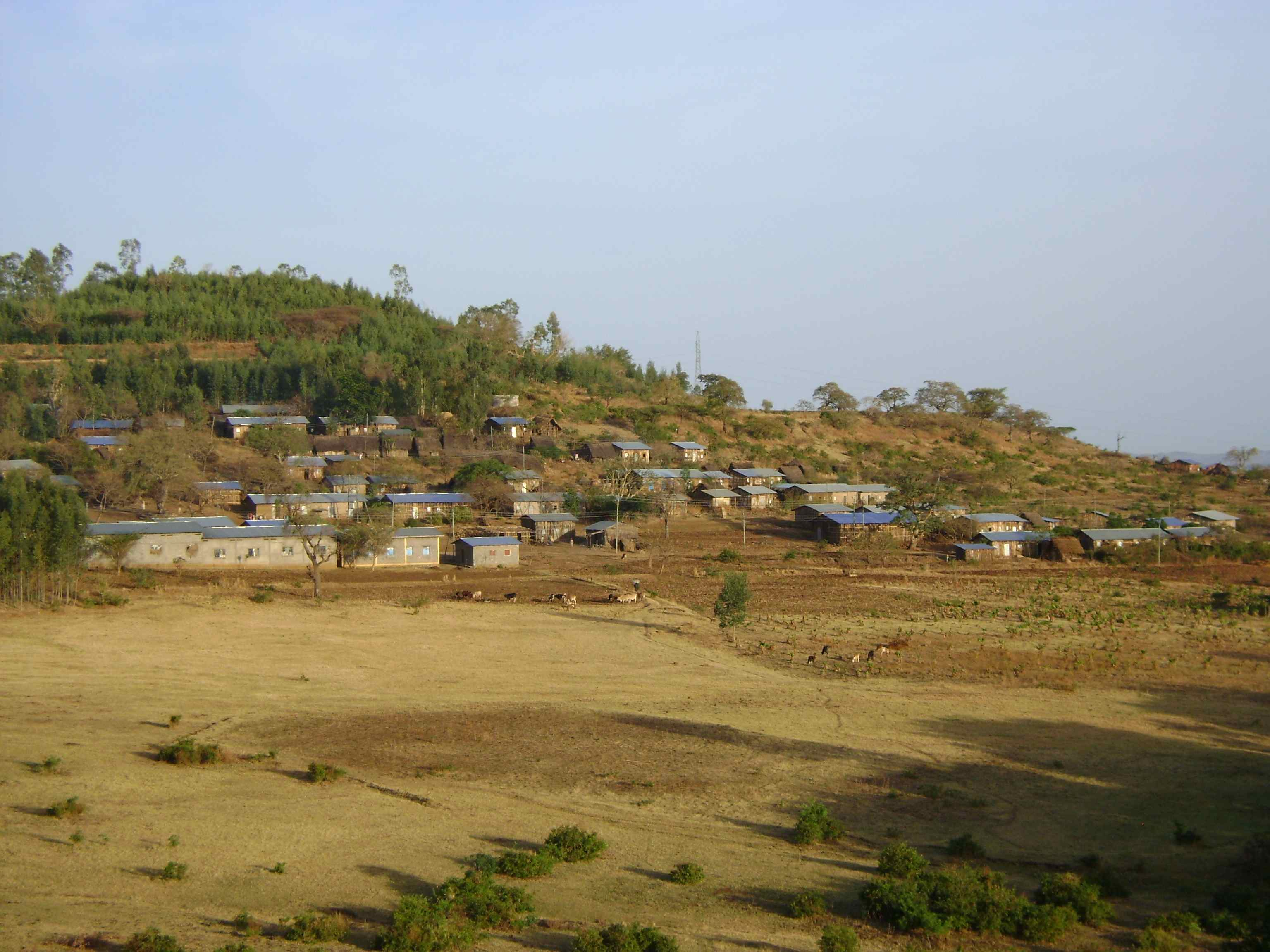
Awra Amba

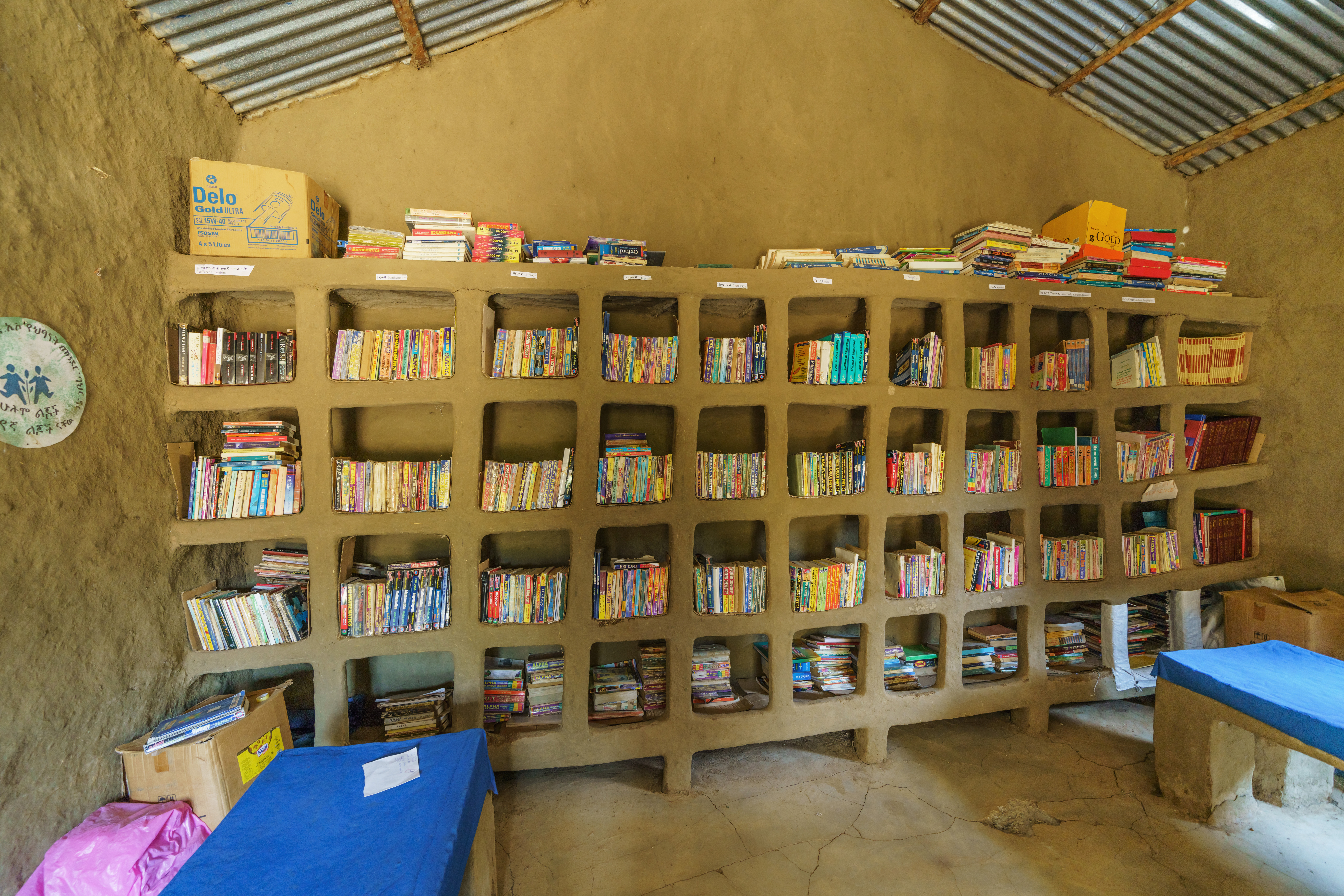
Biblioteka w Awra Amba

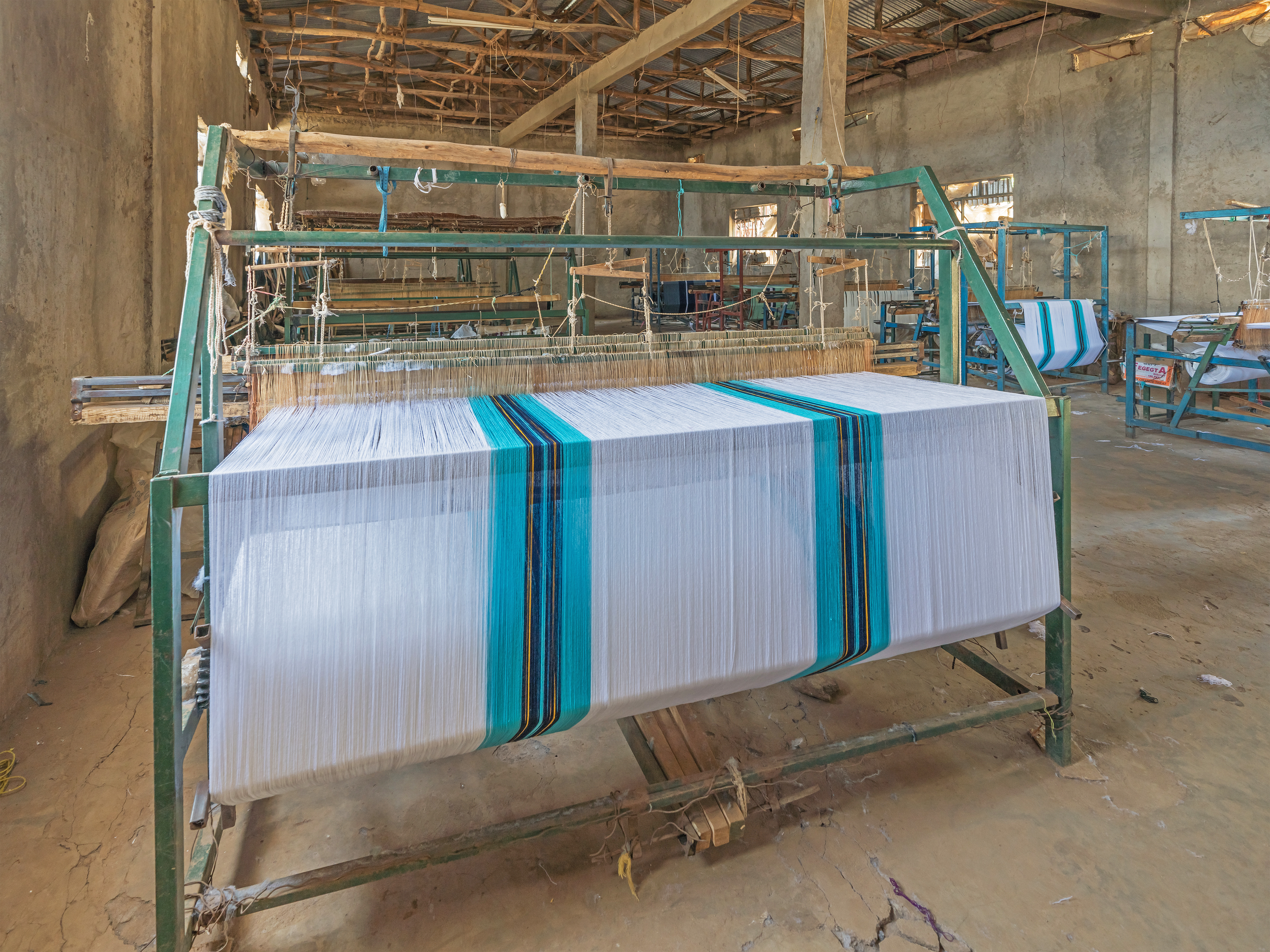
Warsztat tkacki

Awra Amba – etiopska społeczność intencjonalna licząca około 500 osób, znajdująca się 73 kilometry na wschód od Bahir Dar w ueredzie Fogera w regionie Amhara. Została założona w 1980 przez grupę skupioną wokół Zumry Nuru w celu rozwiązywania problemów społeczno-ekonomicznych poprzez wzajemną pomoc w warunkach egalitaryzmu i równości płci — w wyraźnym kontraście do tradycyjnych norm społeczeństwa Amhara. Nazwa oznacza „wierzchołek wzgórza” w języku amharskim.
Założona przez Zumrę Nuru, obecnie współprzewodniczącego społeczności, i 19 innych osób podzielających jego wizję, na stan 2016 r. Awra Amba liczy około 450 członków i jest podawana jako modelowy przykład zmniejszania ubóstwa i promowania równości płci w kraju, w którym kobiety są na ogół podporządkowane mężczyznom.

## Historia
Awra Amba została założona w 1980 roku przez Zumrę Nuru. W 1989 r. społeczność została na 4 lata wygnana ze swojej osady z zarzutem popierania komunistów. Po upadku Dergu i przekształceniu ustroju Ludowo-Demokratycznej Republiki Etiopii, społeczność powróciła do swojej osady w 1993 roku, ale większość jej pól zostało zajętych poprzez sąsiadów. 18 hektarów nie wystarczyło do wyżywienia mieszkańców wioski. Zajęli się oni tkactwem, młynarstwem, handlem i turystyką. We wsi jest kilka młynów, które świadczą usługi dla mieszkańców okolicznych wsi. Także w zbudowanej we wsi szkole mogą uczyć się wszystkie dzieci, niezależnie od miejsca zamieszkania.

## Opis społeczności
Osoby zaangażowane we wsi pracują razem, są pracowite, zdyscyplinowane i pewne siebie, co wyróżnia społeczność Awra Amba spośród innych społeczności Amhary. Kobiety mają równe prawa z mężczyznami i nie ma pomiędzy nimi rozróżnienia w podziale pracy. W społeczności nie wyznaje się żadnej religii, w odróżnieniu od większości społeczności w Etiopii. Wierzą w ciężką pracę i bycie dobrym dla innych ludzi. Utrzymują swoje domy i otoczenie w czystości. Kradzież jest postrzegana jako bardzo nieprzyzwoita.
Społeczność podlega ostracyzmowi, ponieważ nie należy do żadnego z dwóch głównych ugrupowań religijnych — chrześcijaństwa ani islamu. Dlatego też Awra Amba nie otrzymała ziemi uprawnej, ale zamiast tego została zepchnięta do najbardziej bezpłodnego i zarażonego malarią zakątka dystryktu. Ponieważ nie mogą żyć z działalności rolniczej, zdywersyfikowali działalność w branży tkackiej, używając zarówno tradycyjnych, jak i nowoczesnych maszyn tkackich. Dodatkowo, korzystając z trzech młynów dostarczonych przez Regionalną Agencję Rozwoju Mikro i Małej Przedsiębiorczości, oferują usługi przemiału okolicznym rolnikom. Wieś ma nadzieję zarobić więcej pieniędzy na budowę wodociągów i kanalizacji, utorowanie drogi i stworzenie funduszu edukacyjnego dla dzieci.
Wioska jest wyjątkowa nie tylko ze względu na stosunek do płci, religii i edukacji, ale także ze względu na bezpieczeństwo socjalne, jakie zapewnia swoim potrzebującym członkom i członkiniom. Istnieją formalne komitety, które zapewniają usługi, które obejmują: edukację, przyjmowanie gości, opiekę nad pacjentami, osobami starszymi i dziećmi oraz zdrowie społeczności. Rozpoczęli kampanię na rzecz umiejętności czytania i pisania dla dorosłych, bibliotekę i przedszkole. Pomimo życia w kulturze często praktykującej wczesne małżeństwa, mieszkańcy Awra Amba zdecydowali, że dziewczęta powinny wychodzić za mąż dopiero po ukończeniu 18 lat, a chłopcy w wieku 22 lat lub wyższym.
Sukces wsi stał się przedmiotem licznych badań. „Tak wielu przywódców chrześcijańskich i muzułmańskich zewsząd [z całej Etiopii], a także niektórzy z zewnątrz, odwiedziło wioskę, ponieważ jest ona bardzo znana ze swoich wysiłków na rzecz wyeliminowania ubóstwa” – mówił Mulgeta Wuletaw, regionalny administrator rządu i członek parlamentu. Innym zwolennikiem jest Mohammed Mussa, konsultant ds. rozwoju obszarów wiejskich, który przygotował studium przypadku dotyczące wsi dla Banku Światowego. „To niezwykła inicjatywa w tradycyjnej i konserwatywnej społeczności” – mówił. „To dobry przykład dla innych społeczności etiopskich – a nawet poza Etiopią – ze względu na równość płci, etykę pracy i system ubezpieczeń społecznych”.